# PHmetro

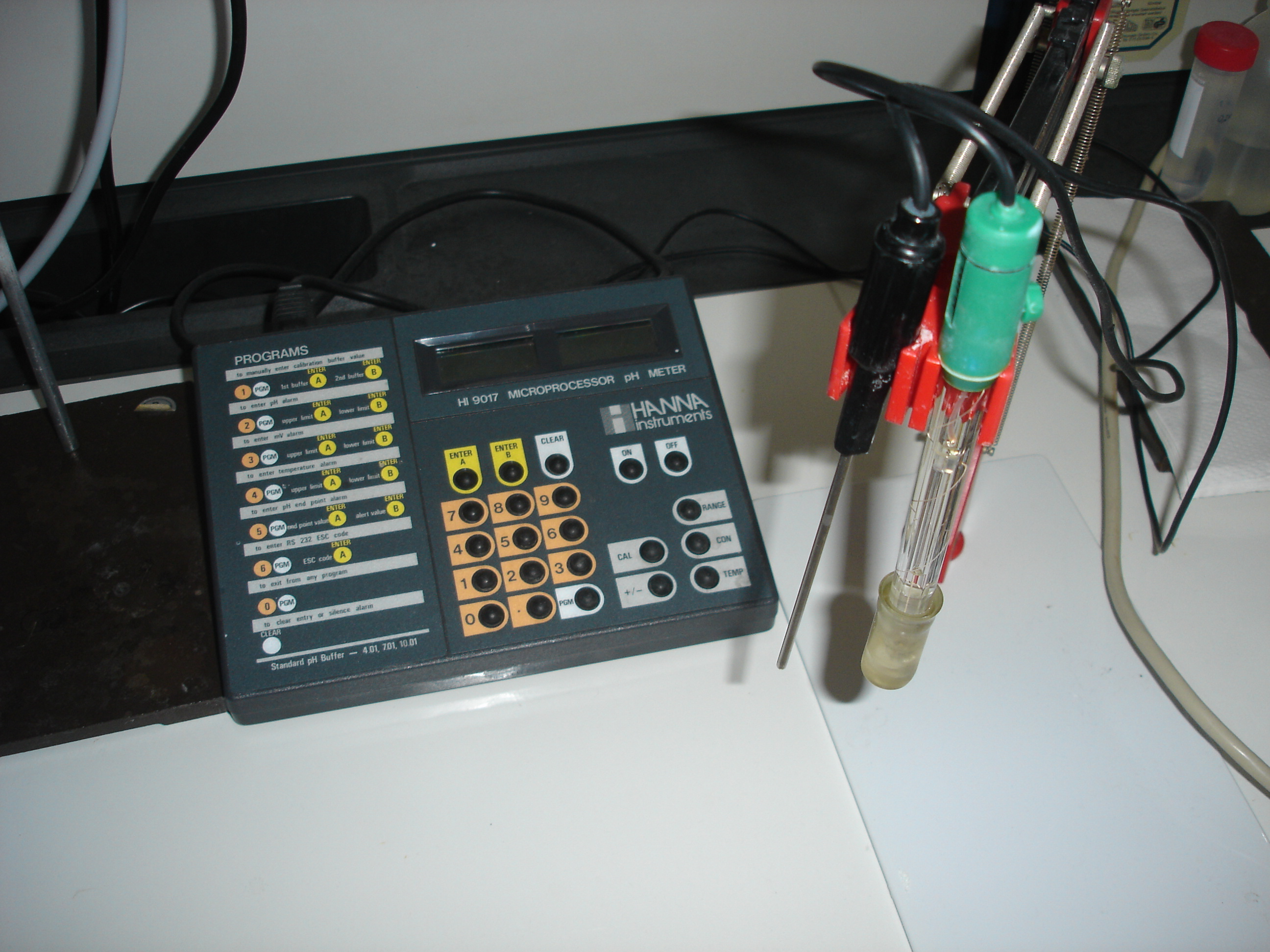
Um pHmetro.

O pHmetro ou medidor de pH é um aparelho usado para medição de pH. Constituído basicamente por um eletrodo e um circuito potenciômetro. O aparelho é calibrado (ajustado) de acordo com os valores referenciados em cada uma das soluções de calibração. Para que se conclua o ajuste, é então calibrado em dois ou mais pontos. Normalmente utiliza-se tampões de pH 7,000 e 4,005. Uma vez calibrado estará pronto para uso. A leitura do aparelho é feita em função da leitura da tensão (usualmente em milivolts) que o eletrodo gera quando submerso na amostra. A intensidade da tensão medida é convertida para uma escala de pH. O aparelho faz essa conversão, tendo como uma escala usual de 0 a 14 pH. Seu uso é comum em qualquer setor da ciência que trabalhe com soluções aquosas. É utilizado na agricultura, tratamento e purificação da água, fabricação de papel, indústria petroquímica, na produção e desenvolvimento de medicamentos, fabricação de alimentos, entre outros.

## Erros na medida do pH
Há vários tipos de erros que podem ocorrer nas medidas do pH ocasionados por diversos fatores, entre eles, destacam-se:
- Erros dos padrões de calibração: Uma medida de pH não pode apresentar uma precisão maior que aquela dos padrões de referência disponíveis, apresentando erros da ordem de ±0,01 unidades de pH;

- Erro do potencial de junção: Há um potencial de junção na membrana que separa o meio interno do externo do eletrodo. Se a composição iônica entre estes diferentes meios (interno e externo do eletrodo) apresenta-se muito distante da composição da solução tampão padrão utilizada na calibração do eletrodo, o potencial de junção é modificado, ocasionando variações nas medidas de pH em torno de 0,01 unidades;

- Erro do deslocamento do potencial de junção: A grande maioria dos eletrodos combinados possuem um eletrodo de referência de prata-cloreto de prata que contém, em seu interior, uma solução saturada de KCl. Tendo em vista a alta concentração de íons cloreto no interior do eletrodo, esta possibilita, em contato com o eletrodo de prata, a formação de  AgCl43- e AgCl32-. Na membrana porosa de vidro do eletrodo, que separa as soluções interna e externa, a concentração de íons cloreto é menor (KCl está diluído), o que favorece a precipitação do AgCl. Se a solução do analito a ser medido conter um agente redutor, pode ocorrer ainda a precipitação de Ag(s) na própria membrana. Estes efeitos modificam o potencial de junção provocando um deslocamento lento do valor de pH no visor do instrumento durante um período grande de tempo. Tais erros podem ser corrigidos pela calibração do eletrodo a cada 2 h.

- Erro do sódio (erro alcalino):  Quando a concentração de íons H+ é baixa e a concentração de Na+ é alta, o eletrodo responde ao Na+ como se este fosse o H+ e o pH medido torna-se menor que o pH verdadeiro.

- Erro ácido: Em ácidos fortes, o valor do pH medido torna-se maior que o pH verdadeiro, devido à saturação de íons H+ na superfície da membrana de vidro do eletrodo. Isto ocorre devido à saturação dos sítios ativos da membrana de vidro do eletrodo.

- Erro no tempo para atingir o equilíbrio: As medidas de pH geralmente são obtidas após algum tempo de contato do eletrodo com a solução de interesse. Em uma solução bem tamponada, sob agitação adequada, este tempo de espera fica em torno de 30 segundos. Em uma solução mal tamponada, (por exemplo, próxima ao ponto de equivalência de uma titulação) é necessário um tempo maior para atingir o equilíbrio.

- Erro de hidratação do vidro: Um eletrodo hidratado apresenta uma resposta adequada às variações de pH, enquanto que um eletrodo seco, necessita ser hidrato por várias horas antes de ser realizada uma medida.

- Erro de temperatura: As medições de pH necessariamente devem ser realizadas na mesma temperatura em que ocorreu sua calibração.